# 大阪聖愛教会
大阪聖愛教会（おおさかせいあいきょうかい）は、大阪府大阪市天王寺区にある日本聖公会の教会堂である。

## 歴史
1883年に設立された聖救主教会と1903年立てられた復活教会がその前身である。両教会堂とも大阪大空襲によって焼失し、二つの教会の人々が協同して1947年8月大阪市天王寺区大道3丁目に教会を立て、神の愛にちなんで大阪聖愛教会と名付けた。